# Piet Hoekstra
Piet Hoekstra (Murmerwoude, 24 maart 1947) was een Nederlandse wielrenner van 1970 t/m 1972. Hoekstra behaalde zijn grootste successen in Olympia's Tour. Hij was maar drie jaar prof, maar hij had toch twee bijnamen op zijn naam staan namelijk: De Leeuw van Dokkum (omdat hij zo verschrikkelijk sterk was) en Grutte Pier.

## Overwinningen
1969
- 1e en 6e etappe Olympia's Tour

1970
- Yerseke

1976
- Ster van Zwolle

## Resultaten in voornaamste wedstrijden
| Jaar | Amstel Gold Race |
| ---- | ---------------- |
| 1971 | 40e              |